# Na Paz
"Na Paz" é o segundo álbum de estúdio de Wilson Sideral. Com produção musical de Tadeu Patolla, foi gravado e lançado em 2001, pela Universal Music. O CD, foi indicado ao Prêmio Grammy Latino, em 2001, como melhor álbum de rock brasileiro, concorrendo ao lado de nomes como, Rita Lee, Charlie Brown Júnior, entre outros. A canção "Um Beijo Seu"(Wilson Sideral), foi trilha da novela "Malhação" da Rede Globo e o álbum traz, ainda, a participação especial do cantor, Dinho Ouro Preto do Capital Inicial, no single "Simples".

## Faixas
1. Sai Fora, Barbie (Wilson Sideral)
2. Na Paz (Wilson Sideral)
3. Um Beijo Seu (Wilson Sideral)
4. Para Lennon E McCartney (Lô Borges, Mácio Borges e Fernando Brant)
5. Outra Vez (Wilson Sideral)
6. Simples (Wilson Sideral) (Participação especial de Dinho Ouro Preto)
7. A Maçã (Wilson Sideral)
8. Diferentes (Wilson Sideral)
9. Zé Do Fusca (Wilson Sideral)
10. Ela Foi Embora (Wilson Sideral)
11. Hoje (Wilson Sideral)
12. Não Sei Se Vou Voltar (Wilson Sideral)
13. A Nave (Wilson Sideral)
14. Na Paz II (Wilson Sideral)

## Prêmios e Indicações
| Ano  | Prêmio        | Categoria                       | Indicação | Resultado | Ref.  |
| ---- | ------------- | ------------------------------- | --------- | --------- | ----- |
| 2001 | Grammy Latino | Melhor Álbum de Rock Brasileiro | Na Paz    | Indicado  | [ 2 ] |